# Atractus flammigerus
Atractus flammigerus är en ormart som beskrevs av Boie 1827. Atractus flammigerus ingår i släktet Atractus och familjen snokar. Inga underarter finns listade.
Arten förekommer från Peru över Amazonområdet i Brasilien till Surinam och Franska Guyana. Honor lägger ägg.